# Omomiłek obrzeżony
Omomiłek obrzeżony (Cantharis pagana) – gatunek chrząszcza z rodziny omomiłkowatych i podrodziny Cantharinae.

## Taksonomia
Gatunek ten opisany został po raz pierwszy w 1847 roku przez Wilhelma Gottloba Rosenhauera.

## Morfologia
Chrząszcz o wydłużonym ciele długości od 6 do 8,5 mm. Głowę ma czarną z żółtą do pomarańczowej częścią przed nasadami czułków. Przedplecze jest szersze niż dłuższe, o wypukłej krawędzi przedniej, zaokrąglonych kątach przednich, zaokrąglonych brzegach bocznych i niewystających kątach tylnych. Ubarwienie ma czarne z wąską, białożółtawą do żółtej obwódką brzegów przedniego, tylnego i bocznych. Pokrywy są włącznie z pogięciami czarne. Porośnięte są delikatnymi, krótkimi, jedwabistymi, zakrzywionymi, jasnymi włoskami z wmieszanymi rzadkimi, bardziej odstającymi włoskami dłuższymi. Owłosienie to nadaje im szarawy odcień. Kolorystyka odnóży jest zmienna – u form najjaśniejszych są one całkiem żółte, u form najciemniejszych czarniawobrązowe z jaśniejszymi goleniami przedniej pary. Częściej spotyka się jednak osobniki o odnóżach dwubarwnych. Genitalia samca mają łagodnie wyciętą krawędź wierzchołkową tarczki grzbietowej edeagusa.

## Ekologia i występowanie
Owad ten zasiedla pogórza i góry, dochodząc do wysokości około 2300 m n.p.m. Osobniki dorosłe obserwuje się od maja do sierpnia ze szczytem pojawu w czerwcu i lipcu.
Gatunek palearktyczny, europejski, znany z Francji, Luksemburga, Belgii, Niemiec, Austrii, Polski, Czech, Słowacji, Węgier, Ukrainy i Rumunii. W Polsce zamieszkuje Sudety, południowy Dolny Śląsk, Beskidy Zachodnie, Tatry, Pieniny, Góry Sanocko-Turczańskie i Bieszczady, a ponadto ma stanowiska reliktowe na południu Jury Krakowsko-Częstochowskiej i w Górach Świętokrzyskich. Oprócz tego z początku XX wieku pochodzą doniesienia o jego odnalezieniu na Roztoczu.